# Baz Bastien
Joseph Aldège Albert „Baz“ Bastien (* 29. August 1919 in Timmins, Ontario; † 15. März 1983 in Pittsburgh, Pennsylvania, USA) war ein kanadischer Eishockeytorwart, der nach seiner aktiven Karriere als Eishockeyfunktionär tätig wurde und als solcher von 1976 bis 1983 die Pittsburgh Penguins aus der National Hockey League (NHL) als General Manager anführte. Nebenbei fungierte er einige Jahre auch als Eishockeytrainer.

## Leben und Karriere

### Von North Bay über Port Colborne
Baz Bastien wurde am 29. August 1919 in der damals noch jungen Stadt Timmins in der kanadischen Provinz Ontario geboren und begann noch in jungen Jahren mit dem Eishockeyspielen. Über seine anfängliche Karriere ist kaum etwas bekannt. Bis 1939 spielte er für die North Bay Trappers mit Spielbetrieb in der Northern Ontario Hockey Association (NOHA). In dieser Saison setzte er sich mit dem Team aus North Bay, Ontario, in der Liga und in den anschließenden Regional Finals gegen die Noranda Copper Kings durch und qualifizierte sich mit der Mannschaft für die Semifinals der Eastern Canada Memorial Cup Play-offs. Hierbei kam er in den beiden Spielen seiner Mannschaft gegen die späteren Champions, die Oshawa Generals, zum Einsatz und schied mit dem Team nach einer 7:5- und einer 5:4-Niederlage in der Best-of-Three-Serie aus. Nach der recht erfolgreichen Zeit bei den Trappers schloss er sich 1939 den noch weiter südlich – an der Grenze zu den Vereinigten Staaten am Lake Erie – spielenden Port Colborne Sailors aus der OHA Senior A League (OHA Sr.) an. Mit der Mannschaft schaffte er es bis in die Play-offs und schied in der dortigen Best-of-Five-Serie im Halbfinale gegen die Toronto Goodyears aus.

### Zeit bei den Toronto Marlboros und Zweiter Weltkrieg
Bei den Sailors wurde er von den Toronto Maple Leafs gesponsert und begann nach nur einer Saison in Port Colborne und einigen wenigen Einsätzen für die Atlantic City Seagulls aus der Eastern Hockey League (EHL) für das Senior-A-League-Team der Maple Leafs, die Toronto Marlboros, zu spielen. Der damals 21-Jährige führte das Team in seiner ersten Saison zum Meistertitel, nachdem die Marlboros im Play-off-Viertelfinale die Niagara Falls Brights, im Semifinale die Oshawa G-Men und im Finale die St. Catharines Saints bezwungen hatten und es dadurch in die Eastern Canada Allan Cup Play-offs schafften. Nachdem das Team im Viertelfinale dieser Play-offs noch die Buffalo-Ankerite Bisons besiegt hatte, schied es in den anschließenden Semifinals bei einer Best-of-Five-Serie gegen die Montreal Royals aus. Bastien war auch hier der Stammtorhüter der Torontoer Mannschaft. Als solcher absolvierte er auch die nachfolgende Spielzeit 1941/42, in der er es mit den Marlboros abermals in die Play-offs schaffte, in diesen jedoch in einer bis zum Ende hin recht ausgeglichenen Best-of-Seven-Serie im Viertelfinale gegen die Hamilton Majors ausschied. In dieser Saison war er in allen 30 Spielen der regulären Meisterschaft, sowie in allen Play-off-Partien seiner Mannschaft zum Einsatz gekommen und wechselte im Anschluss in die Quebec Senior Hockey League (QSHL) zur Cornwall Army, die aus den Cornwall Flyers hervorgegangen war. Bei der ebenfalls an der Grenze zwischen Kanada und den Vereinigten Staaten beheimateten Mannschaft gelang ihm der erste Platz in der regulären Spielzeit, ehe sich die Mannschaft in den Semi Finals in der Best-of-Seven-Serie den Ottawa Commandos, die in weiterer Folge sogar den Allan Cup gewannen, geschlagen geben musste. Seine Spielerkarriere war in weiterer Folge durch den Zweiten Weltkrieg und seinen zweijährigen Kriegsdienst in der Canadian Army unterbrochen.

### Kurze NHL-Karriere und Wechsel nach Pittsburgh
Nach Beendigung des Zweiten Weltkriegs kehrte Bastien wieder nach Nordamerika zurück, wo er von den Toronto Maple Leafs unter Vertrag genommen wurde. Zu Beginn der NHL-Saison 1945/46 brachte es der mittlerweile 26 Jahre alte Frankokanadier zu fünf Einsätzen in der höchsten nordamerikanischen Eishockeyliga, musste aber seinen Platz als Torhüter räumen, nachdem der bisherige Stammtorwart Turk Broda von seinem Kriegsdienst heimgekehrt war und seine angestammte Position wieder beanspruchte. Als Nummer 3 hinter Broda und Frank McCool, der Broda bereits 1944/45 erfolgreich vertreten hatte und aufgrund seines Kriegsdienstes ebenfalls erst später in die Saison 1945/46 gestartet war, hatte Bastien keine Aussicht mehr auf einen Einsatz in der Liga. Seinen ersten NHL-Einsatz hatte Bastien im ersten Saisonspiel am 27. Oktober 1945 bei einem 1:1-Remis in einem Heimspiel gegen die Boston Bruins; sein letztes Spiel war elf Tage später ebenfalls ein Heimspiel gegen die Mannschaft aus Boston, Massachusetts. Von seinen fünf NHL-Einsätzen gewann Bastien mit seinem Team kein einziges – dem einzigen Unentschieden im Eröffnungsspiel standen vier aufeinanderfolgende Niederlagen gegenüber, wobei der Goalie 20 Gegentreffer hinnehmen musste. In seinem letzten NHL-Spiel wurde er von den Zuschauern, die die Rückkehr McCools ins Tor forderten, ausgebuht. Von den Zeitungen und seinem Trainer Hap Day hatte der Frankokanadier im Vorfeld noch gute Kritiken erhalten. Noch vor Brodas Rückkehr auf seine Stammposition wurde er noch kurzzeitig von Gordie Bell im Tor vertreten. Gleich im Anschluss wurde er an die Pittsburgh Hornets, die seit 1945/46 das Farmteam der Toronto Maple Leafs bildeten, nachdem sie davor 18 Jahre lang mit den Detroit Red Wings zusammengearbeitet hatten, abgegeben. Für die Hornets brachte er es in seiner ersten Saison auf 38 Meisterschaftseinsätze, sowie sechs Einsätze in den nachfolgenden Play-offs.

### Plötzliches Karriereende als dreifacher AHL All-Star
1946/47 spielte er für zwei verschiedene Teams. So kam er bei den Hollywood Wolves aus Los Angeles in der Pacific Coast Hockey League (PCHL) zum Einsatz, wobei er es auf 22 Meisterschaftseinsätze brachte, absolvierte jedoch einen Großteil der Spielzeit bei den Pittsburgh Hornets in der AHL. Bei 40 Einsätzen in der regulären Saison hatte er 104 Gegentore erhalten und es dabei auf einen Schnitt von 2,60 Toren pro Spiel gebracht. Bei den Wolves hatte er es sogar nur auf 1,50 Gegentreffer pro Spiel gebracht. Aufgrund seiner Leistungen in Pittsburgh wurde Bastien ins AHL All-Star First Team gewählt. In den saisonabschließenden Calder-Cup-Play-offs fungierte Bastien ebenso als Stammtorhüter und bezwang mit seinem Team die New Haven Ramblers in der ersten und die Buffalo Bisons in der zweiten Runde. In der Best-of-Seven-Serie des Finales um den Calder Cup verloren die Hornets knapp mit 3:4 Spielen gegen die Hershey Bears. Spätestens ab der Spielzeit 1947/48 befand sich Bastien auf seinem Karrierehöhepunkt. Als Stammkraft verteidigte er in allen 68 Spielen der regulären Saison das Tor der Hornets und war mit einem Gegentorschnitt von 2,50 der erfolgreichste Torhüter der AHL in dieser Saison. Dadurch erhielt er nicht nur den erstmals vergebenen Harry „Hap“ Holmes Memorial Award, sondern wurde zum zweiten Mal in Folge auf der Torhüterposition ins AHL All-Star First Team gewählt. Die Meisterschaft beendeten die Pittsburgh Hornets hinter den Cleveland Barons auf dem zweiten Platz in der West Division, schieden in den anschließenden Calder-Cup-Play-offs jedoch bereits frühzeitig in der ersten Runde gegen die New Haven Ramblers aus.
In der darauffolgenden Spielzeit konnte Bastien an seine Leistung aus der vorangegangenen Saison anschließen, war abermals in allen 68 Meisterschaftsspielen im Einsatz und schaffte es mit 2,57 Gegentreffern erneut zum niedrigsten Gegentorschnitt der Liga. Neben seiner zweiten aufeinanderfolgenden Auszeichnung mit dem Harry „Hap“ Holmes Memorial Award schaffte er es als Goaltender bereits zum dritten Mal in Folge ins AHL All-Star First Team. Als Vieter der West Division hatten es die Hornets – obwohl punktegleich mit den drittplatzierten Cleveland Barons – nicht in die saisonabschließenden Play-offs geschafft. Als Viertplatzierter lag das Team aus Pittsburgh nur drei Punkte hinter dem Erstplatzierten der Division, den St. Louis Flyers. Als Stammtorhüter startete Bastien mit dem Team in die Vorbereitung auf die Saison 1949/50 und nahm mit den Pittsburgh Hornets im Zuge dieser Saisonvorbereitung an einem Trainingscamp in Welland, Ontario, teil. Bei einer Trainingseinheit am 30. September 1949 wurde Bastien durch einen Schuss von Don Clark von der blauen Linie schwer am rechten Auge verletzt. Bastiens Sicht auf den Schuss wurde von fünf verschiedenen Spielern abgedeckt, sodass er den Puck nicht auf sich zukommen sehen konnte. Da man zu dieser Zeit großteils noch ohne Helm spielte – die Helmpflicht in der NHL wurde erst 1979 eingeführt – konnte ein solcher Unfall kaum verhindert werden. Nach dem Unfall wurde Bastien umgehend ins örtliche Welland Hospital gefahren, wo ihm vom dortigen Arzt Henry McRea aufgrund der Schwere der Verletzung nur noch das rechte Auge entfernt werden konnte. Bald nach seinem Unfall gab Bastien bekannt, dass zwar seine Karriere als Torhüter vorbei sei, er jedoch mit dem Eishockeysport noch lange nicht abgeschlossen hätte. In weiterer Folge erhielt Bastien ein Glasauge.
Am 17. Oktober 1949 veranstalteten die Maple Leafs und die Hornets in Pittsburgh einen Benefizabend, dessen Erlös Baz Bastien zugutekam. Eine kleine Zuschauermenge von 3.225 Personen besuchte das Spiel, wobei angenommen wird, dass viele wegen eines zur gleichen Zeit stattfindenden Stahlstreiks dem Benefizspiel fernblieben. Das Stamm-Franchise aus Toronto besiegte das Farmteam aus Pittsburgh mit 4:0 und der endgültige Erlös für Baz Bastien betrug 4.804 US-Dollar (inflationsbereinigt (Stand: 2023): 60,925.22 US-Dollar). Nur drei Monate nachdem er sein rechtes Auge verloren hatte, wurde Bastien am 31. Dezember 1949 als neuer Trainer der Pittsburgh Hornets und Nachfolger von Bob Davidson vorgestellt. Davidson kehrte stattdessen wieder ins Management der Toronto Maple Leafs, aus dem er zuvor auch gekommen war, zurück.

### Karrierebeginn als Trainer und General Manager
Unter Bastien beendeten die Hornets die Saison auf dem vierten Platz der Western Division und verpassten dadurch einen Platz in den Play-offs. In der darauffolgenden Spielzeit übernahm Bastien die Hornets als General Manager und übergab sein Traineramt an den gebürtigen Schotten Tommy Anderson, mit dem Bastien 1946/47 noch bei den Hollywood Wolves zusammengespielt hatte. Nach nur einer Saison, in der es die Hornets wieder in die Play-offs schafften und in der Best-of-Seven-Serie des Finales um den Calder Cup knapp mit 3:4 Spielen gegen die Cleveland Barons unterlagen, schied Bastien aus seinem Amt aus. Für die Saison 1953/54 wurde der Frankokanadier ein weiteres Mal als Cheftrainer der Pittsburgh Hornets vorgestellt. In den beiden Spielzeiten davor hatten die Hornets einmal die Meisterschaft gewonnen (1951/52) und war ein weiteres Mal knapp in der finalen Best-of-Seven-Serie ausgeschieden (1952/53). Als Trainer führte er das Team aus der Stahlstadt zu einem vierten Platz und zur Teilnahme an den Play-offs, in denen das Team im Halbfinale gegen die Hershey Bears ausschied. Daraufhin musste Bastien abermals seinen Platz räumen und wurde noch in den 1950er Jahren in besagtem Hershey (rund 200 Meilen östlich von Pittsburgh gelegen) als Manager tätig. Abermals eine Saison nach dem Abgang Bastiens konnte das Team den Meistertitel gewinnen. Nachdem die Hornets am 31. März 1956 ihr letztes Spiel in ihrer Heimstätte, Duquesne Gardens, absolviert hatten, wurde die Sportarena noch ab Sommer desselben Jahres abgerissen, woraufhin auch die Hornets ihren Spielbetrieb einstellten.
Nach einer fünfjährigen Pause kehrten die Pittsburgh Hornets in der Spielzeit 1961/62 zurück auf die Bildfläche und starteten als Farmteam der Detroit Red Wings in der gerade eröffneten Civic Arena (von 2011 bis 2012 ebenfalls abgerissen) und unter Larry Regan in die Saison. Noch während der Saison kam es zu einem Trainerwechsel, als Baz Bastien das Traineramt bei den Hornets übernahm. Die Hornets absolvierten dabei ihre schwächste Saison seit Bestehen und stellten einige AHL-Negativrekorde auf; darunter unter anderem die meisten verlorenen Spiele in einer Saison (58) und die meisten verlorenen Heimspiele (27). Nur zehn von 70 Spielen konnten 1961/62 gewonnen werden, was ebenso die wenigsten Siege in einer Saison in der Teamgeschichte waren. 1962 wechselte Bastien vom Traineramt in die Führungsebene und wurde erneut General Manager des Teams. In die Saison 1962/63 startete die Mannschaft unter Trainer Jack Stewart, der jedoch aufgrund schwacher Ergebnisse während der Saison entlassen wurde und abermals Baz Bastien – diesmal in Doppelfunktion als GM und Cheftrainer – bis zum Saisonende das Traineramt übernahm. Zwar konnten die Hornets ihre Siege im Vergleich zum Vorjahr bis zum Saisonende verdoppeln, dennoch stellte man mit einer Serie von 23 aufeinanderfolgenden sieglosen Spielen einen neuen AHL-Rekord auf. Am Ende der Saison verkaufte der bisherige Besitzer des Teams, John Harris, das Franchise an den Detroit-Red-Wings-Eigentümer Bruce Norris. Unter dem neuen Geldgeber kam auch der Erfolg; während Bastien sich wieder auf seine Tätigkeit als General Manager konzentrierte, führte der Spielertrainer Vic Stasiuk das Team aus Pittsburgh zu 40 Siegen aus 72 Meisterschaftsspielen und dem ersten Platz in der Western Division der Liga. In den anschließenden Play-offs fanden die Hornets jedoch ein jähes Ende in der ersten Runde. Nach einem dritten Platz in der regulären Saison 1964/65 schaffte es das Team unter Stasiuk abermals nicht über die erste Play-off-Runde hinaus.

### Meister mit den Hornets und Wechsel in die NHL
Noch vor Beginn der Spielzeit 1965/66 leitete GM Bastien einen neuerlichen Trainerwechsel ein, woraufhin die Mannschaft die Saison unter Eddie Bush bestritt. Als Dritter in der Western Division schaffte es das Team in den nachfolgenden Play-offs ein weiteres Mal nicht über die erste Runde hinaus. Dies änderte sich in der Saison 1966/67, die gleichzeitig jedoch auch die letzte in der Geschichte des Franchises werden sollte. Bereits vor Saisonbeginn war bekannt geworden, dass die Stadt Pittsburgh ein NHL-Franchise erhalten sollte – die späteren Pittsburgh Penguins – und das AHL-Team deswegen dem NHL-Team weichen müsse. Unter Baz Bastien – abermals in einer Doppelfunktion als GM und Cheftrainer – starteten die Pittsburgh Hornets in ihre letzte Saison und rangierten am Ende mit 41 Siegen, zehn Unentschieden und 21 Niederlagen aus 72 Meisterschaftsspielen auf dem ersten Platz der Western Division und konnten sie auch in den saisonabschließenden Play-offs gegen die Konkurrenz durchsetzen. Nach klaren Siegen über die Hershey Bears in Runde 1 erhielt das Team rund um Kapitän Ab McDonald für die zweite Runde ein Freilos und bezwang in der nachfolgenden Best-of-Seven-Serie die Rochester Americans mit 4:0 Siegen, womit bereits frühzeitig der Meistertitel und somit der Calder Cup geholt wurde. Nachdem der Spielbetrieb der Pittsburgh Hornets eingestellt worden war, erhielt Bastien die Möglichkeit ab der Saison 1967/68 an der Seite von Sid Abel als Assistant General Manager bei den Detroit Red Wings in der NHL tätig zu werden. In weiterer Folge war er über sieben Spielzeiten hinweg Assistant General Manager bei den Red Wings, die es in all den Jahren bis auf eine Ausnahme nie über den fünften Platz hinweg brachten. Einzig 1969/70 belegte das Franchise aus Detroit in der sehr dichtgestaffelten Tabelle den dritten Platz am Ende der regulären Spielzeit und schied im Viertelfinale der anschließenden Play-offs bereits nach vier Spielen (0:4) gegen die Chicago Black Hawks aus.
Nachdem es Abel in den letzten Jahren seines Wirkens als General Manager der Red Wings von vier Spielzeiten nur ein einziges Mal geschafft hatte, mit dem Team in die Play-offs zu kommen – in den ersten drei Jahren (1963–1966) als deren GM hatte er es dreimal geschafft –, wurde Abel ab der Saison 1971/72 durch den in der NHL noch weitestgehend unerfahrenen Ned Harkness, der in der vorangegangenen Saison die Red Wings trainiert hatte, als General Manager ersetzt. Baz Bastien behielt seine Anstellung als Assistant General Manager auch unter der Führung von Harkness bei. Als Kansas City, Missouri, im Juni 1972 den Zuschlag für ein NHL-Franchise erhielt, das ab der Spielzeit 1974/75 als Kansas City Scouts am Spielbetrieb der National Hockey League, wurde Abel als erster General Manager des Franchises vorgestellt. Bastien folgte ihm nach und wurde auch hier Abels Assistant General Manager. Die beiden blieben bis zum Ende der nachfolgenden Spielzeit im Amt, ehe das Franchise aufgrund finanzieller und sportlicher Probleme nach Denver, Colorado, übersiedelte und dort als Colorado Rockies weiter am Spielbetrieb der NHL teilnahm. In beiden Spielzeiten belegten die Scouts in der Smythe Division der Liga abgeschlagen den letzten Platz.

### General Manager bei den Pittsburgh Penguins
Im Anschluss kehrte Bastien wieder nach Pittsburgh zurück, wo er noch im selben Jahr und während der laufenden Spielzeit 1975/76 Wren Blair als General Manager der Pittsburgh Penguins ablöste. Ab Anfang Dezember 1976 fungierte er offiziell als GM des Franchises, das nur zwei Monate später seinen Besitzer wechselte und an Edward J. DeBartolo senior ging. Davor war das Franchise zwei Jahre lang im Besitz von Al Savill und Otto Frenzel; auch Wren Blair war anfangs kurzzeitig mit Anteilen an den Penguins beteiligt. In der Saison 1976/77 schaffte es der Klub aus Pennsylvania in die Stanley-Cup-Play-offs 1977, schied in diesen jedoch bereits frühzeitig in der Vorrunde gegen die Toronto Maple Leafs aus. Erst am 20. September 1977 tätigte Bastien seinen ersten Trade. Hierbei kam Brian Spencer von den Buffalo Sabres nach Pittsburgh; im Gegenzug wechselte mit Ron Schock ein langjähriger und verdienter Spieler der Penguins nach Buffalo. Mit 1. Oktober 1977 gingen die Rechte am bereits 34-jährigen Don Awrey, dessen Karriere sich bereits im Ausklang befand, an die Washington Capitals, die im Austausch dafür den knapp gleichaltrigen Bob Paradise nach Pittsburgh schickten. Beide beendeten nach der Saison 1978/79 ihre aktive Spielerkarriere auf Profiebene. Bei mehreren Gelegenheiten tauschte er einige der Sterne der Penguins, um die Gehaltsabrechnung des Teams aufrechtzuerhalten. So tauschte Bastien etwa im November 1977 All-Star MVP Syl Apps junior gegen Dave Schultz von den Los Angeles Kings. Gleichzeitig ging der erst kurz zuvor im Gegenzug für den Erstrunden-Pick 1977 erworbene Hartland Monahan ebenso an die LA Kings, die neben Schultz auch noch Gene Carr und einen Viertrunden-Pick im NHL Amateur Draft 1978 eintauschten. Später in diesem Monat schickte Bastien Superstar Pierre Larouche für Pete Mahovlich und Peter Lee zu den Canadiens de Montréal. Bastien wurde auch kritisiert, weil er 1977, 1978 und 1979 dreimal den Erstrunden-Draft-Pick der Pittsburgh Penguins eingetauscht hatte. Die Spielzeit 1977/78 beendeten die Penguins auf dem vierten Platz der Norris Division der Wales Conference und schafften damit nicht den Einzug in die saisonabschließenden Play-offs. Speziell in der Saison 1978/79 kam es zu einer Vielzahl an Transaktionen seitens Bastien und seiner Pittsburgh Penguins. Größtenteils handelte es sich in dieser Saison um Verkäufe an die St. Louis Blues, die für zukünftige Draft-Plätze der Penguins im NHL Amateur Draft 1978 Geld bezahlten, aber auch einige Tauschgeschäfte mit anderen Franchises über Spieler. In dieser Spielzeit schaffte es das Team mit 30 Punkten Rückstand auf die Canadiens de Montréal auf den zweiten Platz der Norris Division der Wales Conference und fixierte dabei einen Startplatz in den Stanley-Cup-Play-offs 1979, in denen es die Mannschaft bis ins Viertelfinale schaffte und in diesem klar den Boston Bruins unterlag. Baz Bastien wurde als NHL Executive of the Year ausgezeichnet.
In der bis auf das Team aus Montréal recht ausgeglichene NHL-Saison 1979/80 rangierten die Pittsburgh Penguins am Ende der regulären Spielzeit mit 73 Punkten auf dem dritten Platz und schafften es in den nachfolgenden Stanley-Cup-Play-offs abermals nicht über die Vorrunde bzw. das Achtelfinale hinaus. Abermals waren es die Boston Bruins, an denen die Mannschaft scheiterte. Zu den von Bastien getätigten Trades in dieser Saison gehörte etwa am 9. Juni 1979 der Trade eines Siebtrunden-Picks an die Winnipeg Jets, die versprachen im Gegenzug keinen Prioritätsanspruch an Kim Clackson während des NHL Expansion Draft 1979 zu erheben. Am 7. August 1979 wechselte Pete Mahovlich für Nick Libett an die Detroit Red Wings. Am 30. August 1979 gingen Denis Herron und ein Zweitrunden-Pick im NHL Entry Draft 1982 an die Canadiens de Montréal, die dafür ihre beiden Spieler Robert Holland und Pat Hughes an die Pittsburgh Penguins abgaben. Ein letzter Wechsel seitens Bastien in dieser Spielzeit war am 13. November 1979 der Wechsel von Blair Chapman an die St. Louis Blues, von denen im Gegenzug Bob Stewart nach Pittsburgh kam. In der Saison 1980/81 erreichte Bastien mit den Penguins dasselbe Ergebnis wie in der vorangegangene Spielzeit: ein dritter Platz in der Norris Division sowie ein gesamtsiebenter Platz in der Wales Conference und das frühe Aus in den Stanley-Cup-Play-offs 1981. Anders als noch 1979/80 spielte die Mannschaft diesmal nicht mehr unter Trainer Johnny Wilson, sondern unter Eddie Johnston, der das Traineramt vor Saisonbeginn übernommen hatte. Ein nennenswerter Pick in dieser Saison war Erstrunden-Pick Mike Bullard, der es in weiterer Folge bis Anfang der 1990er Jahre – mit einer kurzzeitigen Unterbrechung – auf über 700 NHL-Einsätze brachte und danach eine lange Karriere in Europa, speziell in Deutschland, hatte. Penguins rechter Flügel Rick Kehoe stellte in dieser Saison einen neuen Franchise-Rekord für die meisten Tore in einer Saison (55) auf; die bisherige Bestmarke der Penguins lag bei 53 Treffern von Pierre Larouche aus der Saison 1975/76. Im November 1983 wurden er, sowie Trainer Eddie Johnston und Co-Trainer Mike Corrigan mit Verträgen bis einschließlich der Saison 1983/84 ausgestattet. Von den Trades die Bastien in dieser Saison tätigte, waren keine sonderlich nennenswert; ebenso auch nicht von den Trades aus der Spielzeit 1981/82, in der es Pittsburgh nur auf den vierten Platz in der Patrick Division der Wales Conference brachte und ein Weiterkommen in den Stanley-Cup-Play-offs 1982 verpasste. Das Team schied bereits im Division-Halbfinale gegen die New York Islanders aus.
In der Saison 1982/83 holte Bastien am Denis Herron 15. September 1982 Denis Herron von den Canadiens de Montréal zurück nach Pittsburgh und gab dafür einen Drittrunden-Pick im NHL Entry Draft 1985 ab. Am 28. Oktober 1982 erfolgte ein weiterer nennenswerter Trade, als George Ferguson von den Minnesota North Stars und ein Erstrunden-Pick im Tausch für Anders Håkansson, Ron Meighan und einem Erstrunden-Pick im NHL Entry Draft 1983 die Seiten wechselten. Dabei tauschte er in einem seiner letzten Züge unwissentlich den Erstrunden-Pick im Entry Draft von 1983 nach Minnesota – eine Wahl, die Steve Yzerman, den damals sehr erfolgreichen Torschützen der Peterborough Petes und späteren Hall-of-Famer, hätte einbringen können. Eine seiner letzten Aktivitäten im Franchise war am 8. November 1982 die Verpflichtung von Stan Jonathan von den Boston Bruins, der gleich im Anschluss seine Karriere als Aktiver beendete und den Großteil der restlichen Saison bei den Baltimore Skipjacks unterkam.

### Tod
Am Abend bzw. in der Nacht vom 14. auf den 15. März 1983 besuchte Bastien ein von den Pittsburgh Penguins gesponsertes Dinner der Professional Hockey Writers’ Association in einem Restaurant in Downtown Pittsburgh und war gerade mit seinem Auto auf dem Heimweg, als er gegen 00:15 Uhr auf der Parkway West (Interstate 376) in Green Tree, einem Vorort von Pittsburgh, in das Heck eines Motorrades prallte. Der 29 Jahre alte Motorradfahrer Steven Vactor und sein Sozius, die ebenfalls 29-jährige Virginia Lane, wurden vom Motorrad geworfen, erlitten dabei leichte Verletzungen und wurden noch am selben Tag aus dem Allegheny General Hospital entlassen. Baz Bastien, dessen Fahrzeug nur leicht beschädigt wurde, starb an einer offenen Schädelfraktur und einem Herzinfarkt, den er im Zuge des Unfalls erlitten hatte und wurde im Mercy Hospital noch vor 1:00 Uhr für tot erklärt. Die nach seinem Ableben durchgeführte Autopsie ergab, dass Bastiens Blutalkoholspiegel zum Zeitpunkt des Unfalls 0,27 Prozent betrug. Laut den Gerichten in Pennsylvania gilt ein Blutalkoholspiegel ab 0,10 Prozent als Alkoholisierung und Beeinträchtigung im Straßenverkehr. Nach dem Unfall wurde Froggy’s, das heute (Stand: 2023) an einem anderen Standort noch immer existierende Restaurant, in dem Bastien zuvor dinierte, vom Pennsylvania Liquor Control Board mit einer Geldstrafe von 1000 US-Dollar belegt, da man Alkohol an eine betrunkene Person ausschenkte.
Die Mannschaft trug nach seinem Tod bis zum Ende der Saison 1982/83 im Gedenken an Bastien auf dem linken Ärmel der Trikots schwarze Armbinden. Die Anfrage der Penguins das nächste Spiel gegen die Minnesota North Stars zu verschieben, wurde seitens der NHL abgelehnt, da sich die North Stars gerade in einer wichtigen Phase der Saison und sich zusammen mit den Chicago Black Hawks im Kampf um den ersten Platz in der Norris Division befanden. Mit seiner Ehefrau Mary hatte er die Tochter Peggy, die zur damaligen Zeit im Sekretariat der Penguins arbeitete, und die Zwillinge Beth und Mark. Zuletzt lebte er mit seiner Familie in Upper St. Clair. Das Begräbnis fand nach einer Messe in der St. Louise de Marilac Church in Upper St. Clair am örtlichen
Queen of Heaven Catholic Cemetery statt; rund 800 Personen wohnten der Beerdigung bei. Zeitlebens wurde er nicht nur als NHL Executive of the Year ausgezeichnet, sondern wurde für seinen Beitrag zum Eishockey in Pittsburgh auch mit dem Dapper Dan Award geehrt, war Hockey News Executive of the Year und zweifacher Gewinner des Balmer Award. Seine Ehefrau Mary M. (geborene Mitchell) überlebte ihn um über 37 Jahre und starb am 21. Mai 2020 im Alter von 98 Jahren ins Pittsburgh.
Als General Manager wurde er in weiterer Folge durch Eddie Johnston ersetzt, der das von Bastien teilweise in Trümmern zurückgelassene Franchise, das am Saisonende 1982/83 abgeschlagen den letzten Platz in der Norris Division belegte, in der Zukunft grundlegend anders führte. Anfangs nur auf Interimsbasis im Amt, stand die Führung des Franchises vor der Entscheidung Johnston im Amt zu behalten oder Bob McCammon, den Trainer und Assistant General Manager der Philadelphia Flyers, als General Manager zu verpflichten.
Nach Bastiens Tod wurden in der folgenden Saison zwei Auszeichnungen zu seinen Ehren geschaffen. Die AHL vergibt seit 1983/84 alljährlich den Aldege „Baz“ Bastien Memorial Award an den besten Torhüter der Liga und das Pittsburgh Chapter der Professional Hockey Writers’ Association verleiht seitdem den Aldege „Baz“ Bastien Memorial Good Guy Award an den mit den Medien am kooperativsten auftretenden Penguin.